# Starotitarowskaja
Starotitarowskaja (russisch Староти́таровская) ist eine Staniza in der Region Krasnodar in Russland mit 12.164 Einwohnern (Stand 14. Oktober 2010).

## Geographie
Der Ort liegt im östlichen Teil der Halbinsel Taman knapp 150 km Luftlinie westnordwestlich des Regionsverwaltungszentrums Krasnodar. Am östlichen Ortsrand erstreckt sich der Starotitarowski-Liman, einige Kilometer nördlich der Achtanisowski-Liman, die beide von linken Kuban-Mündungsarm Kasatschi Jerik gespeist werden und zum Asowschen Meer abfließen. Der südlich der Staniza gelegene Kisiltaschski-Liman ist nur durch eine schmale Nehrung vom knapp 20 km entfernten Schwarzen Meer getrennt.
Starotitarowskaja gehört zum Rajon Temrjukski und befindet sich knapp 20 km westsüdwestlich von dessen Verwaltungszentrum Temrjuk. Die Staniza ist Sitz und einzige Ortschaft der Landgemeinde Starotitarowskoje selskoje posselenije.

## Geschichte
Starotitarowskaja ist eine der ersten 40 1794 im Kuban-Gebiet durch die Schwarzmeerkosaken gegründeten Stanizen. Sie trug zunächst als Kurinsiedlung nach einem Ataman Titarow den Namen Titarowskoje. Ab der Gründung der Siedlung Nowotitarowskoje („Neu-Titarowskoje“, heute Staniza Nowotitarowskaja) knapp 150 km östlich, etwas nördlich des heutigen Krasnodar, im Jahre 1810 wurde die Siedlung als Starotitarowskoje („Alt-Titarowskoje“) bezeichnet, ab der Verleihung des Status einer Staniza 1848 unter der heutigen Namensform. Sie gehörte zunächst zur Abteilung (otdel) Temrjuk der Oblast Kuban.

### Bevölkerungsentwicklung
| Jahr | Einwohner |
| ---- | --------- |
| 1939 | 10.527    |
| 1959 | 9.776     |
| 1979 | 11.424    |
| 2002 | 12.193    |
| 2010 | 12.164    |

Anmerkung: Volkszählungsdaten

## Verkehr
Südwestlich der Staniza verläuft die föderale Fernstraße A290 (ehemals M25), die von Noworossijsk über Anapa nach Port Kawkas an der Spitze der Taman-Halbinsel führt. Am südlichen Ortsrand liegt die Bahnstation Starotitarowka bei Kilometer 86 der Strecke Krymskaja – Port Kawkas, die bis Starotitarowskaja 1944 erbaut und 1954 bis Port Kawkas verlängert wurde.